# Controllo della trazione
Il controllo della trazione (TCS, dall'inglese Traction Control System), chiamato anche antislittamento o antipattinamento (ASR, dall'inglese Anti-Slip Regulation o Anti-Spin Regulation), è un'unità di controllo elettronico o sistema integrato a gestione elettronica, che impedisce il pattinamento delle ruote motrici di un veicolo in fase di accelerazione e che, soprattutto per i motocicli, può essere usato anche come sistema antimpennamento (dall'inglese Anti wheeling).

## Storia
Questi dispositivi, apparsi nella seconda metà degli anni ottanta, hanno avuto una grandissima diffusione nel corso del decennio successivo. Attualmente, tutti i costruttori devono inserirlo per legge, di serie o come accessorio sull'intera gamma.
Nonostante sia nato per veicoli a due ruote motrici (per migliorare la trazione e ridurre il sottosterzo nei mezzi a trazione anteriore durante le accelerazioni in curva, mentre per i mezzi a trazione posteriore riduce il sovrasterzo), oggi trova impiego anche sulle autovetture a trazione integrale, coadiuvando l'azione ripartitrice dei differenziali nel garantire aderenza alle ruote.

## Funzionamento
Questo sistema individua il pattinamento delle ruote tramite dei sensori posti su tutte le ruote e, grazie a un elaboratore elettronico, interviene su alcune variabili le quali sono diverse secondo il tipo di controllo del sistema.
Il pattinamento è il risultato dell'insufficiente aderenza del battistrada del pneumatico che si manifesta quando la ruota gira a vuoto. Il pattinamento non è da confondere con lo slittamento della ruota ovvero quando scivola (è bloccata, non gira) sul fondo stradale, dovuto a eccesso di frenata che comporta, anche qui, insufficiente aderenza. Sullo slittamento agisce l'ABS (antibloccaggio).

## Tipo di controllo
I vari sistemi possono utilizzare varie soluzioni per poter controllare la potenza, le quali possono essere usate singolarmente o insieme.

### Sistemi che agiscono sui freni
La maggior parte dei differenziali montati sulle auto di serie sono caratterizzati da un grosso limite:
quando una ruota motrice slitta, girando a vuoto, ad esempio su terreni sdrucciolevoli, quella che ha un minimo di aderenza non riceve potenza e di conseguenza il veicolo rimane fermo. Per ovviare a tale problema la centralina del controllo di trazione, ricevendo ulteriori dati riguardanti la ruota che ha perso aderenza anche dalla centralina dell'ABS, frena lo pneumatico che pattina ridistribuendo coppia alla ruota con più aderenza e permettendo quindi l'avanzamento del veicolo. Logicamente la centralina interviene in questo modo solo per permettere a un veicolo rimasto impantanato di recuperare trazione e quindi di avanzare. Infatti se tale sistema fosse adottato per ridurre il pattinamento delle ruote motrici quando il veicolo è in forte accelerazione su una strada rettilinea o comunque quando il veicolo è già in movimento, si creerebbero delle forti differenze di velocità di rotazione degli pneumatici dei due assi che determinerebbero un involontario cambiamento di traiettoria e la perdita di controllo del mezzo.

### Sistemi che agiscono sull'alimentazione del motore
Appena le ruote motrici slittano, la centralina del controllo di trazione interviene sull'alimentazione del motore riducendone leggermente la potenza erogata. Pertanto, essendo sottratta alle ruote motrici solo la coppia in eccesso che ne determinava il pattinamento, gli pneumatici riescono a sfruttare, senza slittare, tutta l'aderenza offerta in quel momento dal manto stradale, determinando di conseguenza la massima accelerazione del mezzo. Ricordiamo a proposito un principio molto importante della fisica, il quale sostiene che ha più aderenza un oggetto che rotola su una superficie piuttosto che un oggetto che viene trascinato (l'attrito radente è maggiore di quello volvente).
Questo tipo di controllo della trazione è particolarmente adatto ad automobili dotate di potenza e coppia motrice elevate e riescono a essere modulati soprattutto con un controllo del comando acceleratore tramite fili (guida tramite fili).

### Sistemi che agiscono sull'accensione
Questa tecnologia venne usata principalmente sulle motociclette da competizione della Classe 500, quasi mai accompagnata da altri sistemi di controllo perché difficilmente applicabili e/o meno sicuri (essendo veicoli alimentati a carburatore risulta più costoso e complicato controllare la potenza tramite l'alimentazione).
Questo sistema, una volta rilevata la necessità di ridurre l'energia trasmessa, ritarda l'accensione del motore o taglia uno o più cilindri.
Nel 2008 alcune motociclette di grande cilindrata (1000 cc.) d'impostazione sportiva hanno adoperato un sistema di questo tipo.

## Vantaggi
Il controllo della trazione risulta evidentemente utile in:
- condizioni critiche (pioggia o ghiaccio), per evitare la perdita del controllo causata da una variazione delle condizioni del manto stradale: viceversa, nelle competizioni questi sistemi garantiscono un miglioramento/vantaggio delle prestazioni generato da una gestione continua delle condizioni d'aderenza che permette al pilota di non dover gestire la fase di accelerazione tramite il controllo manuale, ma attraverso una centralina elettronica che ne ottimizza la prestazione (il sistema è tecnicamente denominato drive by wire).
- perdita di trazione da una ruota: in questo caso, il differenziale trasferirebbe tutta la coppia su questa ruota, impedendo il movimento della vettura. Il sistema antislittamento blocca la libertà della ruota, permettendo al differenziale di mantenere la coppia motrice sulla ruota che ha ancora aderenza. Questo risultato si ottiene anche adottando un differenziale autobloccante.

## Svantaggi
Il sistema presenta degli svantaggi quando si ha:
- transito su terreni non compatti, quali terra battuta, neve o sabbia, ovvero terreni cedevoli: in questa situazione, quando si cerca di partire, le ruote motrici slittano fin dai primi istanti, a causa della scarsa aderenza: ma il sistema bloccherà il loro slittamento impedendo o ostacolando pesantemente il movimento stesso del mezzo. Su terreni di questo tipo, lo slittamento della ruota durante le prime fasi di accelerazione permette di compattare il terreno prossimo allo pneumatico, il che garantisce una maggiore aderenza. I sistemi più evoluti, come quelli montati sui moderni fuoristrada, prevedono dei sensori per "interpretare" il tipo di fondo, oppure prevedono la possibilità di escludere il sistema.
- difficoltà d'utilizzo della sbandata controllata: non è più possibile attuare facilmente questa tecnica dato che diventa impossibile far derapare le ruote. Il che può essere svantaggioso nella guida sportiva ma su auto di grande potenza questo sistema è spesso regolabile o escludibile.

## Uso
Nella continua ricerca di maggiore sicurezza automobilistica, sempre più vetture di serie vengono dotate del sistema, che in un primo tempo era appannaggio dei modelli più sportivi e costosi.
Nel 2008 sono comparse le prime motociclette che utilizzano questo tipo di controllo. Ovviamente è un sistema meno invasivo rispetto al corrispettivo automobilistico e alle applicazioni motociclistiche sportive, dove è dotato di svariati controlli.